# Misogynie
Misogynie of vrouwenhaat is haat tegen en/of een ziekelijke afkeer van vrouwen. Het woord komt van het Griekse misein (haten) en gyne (vrouw). De pendant ervan is misandrie of mannenhaat. Er bestaat anderzijds ook zoiets als gynaecofobie of angst voor vrouwen. Haat, minachting en discriminatie jegens zwarte vrouwen wordt misogynoir genoemd.

## Vormen van misogynie
In de eerste plaats kan misogynie een persoonlijke houding zijn, een haat of misprijzen voor vrouwen, hetzij uitdrukkelijk en open (verbaal en non-verbaal tot aan (seksuele) geweldpleging of onderdrukking), hetzij meer subtiel.

## Misogynie historisch

### Klassieke Oudheid
In zijn boek Misogyny: The World's Oldest Prejudice betoogt Jack Holland dat er tekenen van vrouwenhaat zijn in de mythologie. In de Griekse mythologie beleefde het menselijk ras volgens Hesiodus een vreedzaam, autonoom bestaan als metgezellen van de goden nog voor de opkomst van vrouwen. Wanneer Prometheus besluit om het mysterie van het vuur van de goden te stelen, gaat Zeus woedend te werk en besluit de mensheid te straffen met 'een kwaad ding voor hun vreugde'. Het "slechte ding" is Pandora, de eerste vrouw die een kruik droeg (meestal ten onrechte beschreven als een doos) die ze nooit mocht openen. Epimetheus (de broer van Prometheus) wordt overweldigd door haar schoonheid, negeert Prometheus' waarschuwingen over haar en trouwt met haar. Pandora kan het niet laten om in de pot te kijken, en door het te openen, ontketent ze al het onheil in de wereld: ziekte, ouderdom en dood.

### Middeleeuwen en renaissance
In middeleeuws Europa was het normaal dat vrouwen leidinggevende functies hadden, zie bijvoorbeeld de verschillende landvoogdessen in de Nederlanden. In sommige gebieden zoals het abdijvorstendom Thorn moest het staatshoofd een vrouw zijn. Het waren eerder de critici van deze maatschappij die argumenteerden tegen de leidinggevende rol van vrouwen, zo bijvoorbeeld de protestantse hervormers als Maarten Luther of John Knox.
Vanaf ongeveer 1440 werd gestart met heksenvervolgingen. Deze vervolgingen troffen voornamelijk onafhankelijke vrouwen (weduwen en ongehuwden) en gingen door tot eind achttiende eeuw (1782, Anna Göldi). De folteringen die vrouwen ondergingen wanneer ze aangewezen waren als vermoedelijke heks getuigden van een levendige vrouwenhaat. Veel vrouwen konden zelf nauwelijks meer staan of lopen na hun gruwelijke publieke terechtstellingen. De eeuwen van heksenjachten stopten toen de vrijheid van vrouwen in Europese landen volgens wetboeken werd ingeperkt.
Dat de eeuwen van heksenvervolgingen impact hebben gehad op de positie en behandeling van vrouwen werd onder meer gesteld door activistische feminist Caroline Criado Perez. Zij onderbouwt haar stelling met de gebeurtenis in 2017 waar een Hollywoodschandaal een massale MeToo-beweging op gang bracht, waarbij wereldwijd miljoenen vrouwen verklaarden met seksueel grensoverschrijdend gedrag te maken te hebben gehad. Ook maakte deze beweging duidelijk dat vrouwen niet gehoord worden bij het melden van het ontoelaatbare gedrag.

## Misogynie in de religie en de filosofie

### Christendom
Van de apostel Paulus staat in het Nieuwe Testament van de Bijbel geschreven dat hij met een beroep op de Thora (de oudtestamentische wet) van mening is dat vrouwen in de Kerk moeten zwijgen (1 Korintiërs 14:34). Dit zou (mede) de reden zijn geweest waarom vrouwen vaak een achtergestelde positie in de Kerk hebben moeten innemen en in sommige gevallen zelfs werden geminacht.
In 1 Korintiërs 11:2-16 zet hij uiteen dat vrouwen niet minder zijn dan mannen, maar dat ze een andere positie dienen te bekleden daar de man het hoofd is van de vrouw. Ook legt hij uit dat in hun verbondenheid met God zowel de vrouw niets is zonder de man als de man niets is zonder de vrouw en dat de vrouw weliswaar is voortgekomen uit de man, maar de man op zijn beurt bestaat door de vrouw. In Efeziërs 5:21-33 vergelijkt Paulus de verhouding tussen man en vrouw met de verhouding tussen Christus en de Kerk. Hij spoort mannen en vrouwen aan zich aan elkaar te onderwerpen, en de vrouw in het bijzonder aan de man, zoals de Kerk aan Christus. Bovendien roept hij de mannen op hun vrouwen lief te hebben zoals Christus de Kerk heeft liefgehad: d.w.z., in een complete zelfgave. Anderzijds doorbrak het christendom door het revolutionaire optreden van Jezus ten opzichte van vrouwen, de minderwaardigheidspositie die zij in de joodse religieuze gemeenschap innamen.

### De Koran
Het vierde hoofdstuk (of soera) van de Koran is getiteld "Vrouwen" (An-Nisa). Het 34ste vers van dit hoofdstuk is een belangrijk vers voor feministische kritiek op de islam. Het vers luidt: "Mannen zijn de beschermers en onderhouders van vrouwen, omdat Allah de één boven de andere heeft gesteld en omdat zij uitgeven uit hun middelen. Daarom zijn de goede vrouwen vroom en gehoorzaam en in afwezigheid van hun man waken zij over wat Allah hen bevolen heeft te bewaken. En wat betreft hen (echtgenotes) waarvan jullie ongehoorzaamheid vrezen: waarschuw hen (eerst), weiger (vervolgens) het bed met hen te delen, en (als dat niet helpt) slaat hen (licht). Indien zij weer gehoorzaam zijn, zoek dan niets tegen hen. Waarlijk, Allah is Verheven, Groots."
In zijn boek Geen God dan God, schreef professor Reza Aslan van de University of Southern California dat vrouwonvriendelijke interpretatie "voortdurend verbonden is aan An-Nisa, vers 34, omdat commentaar op de Koran het exclusieve domein van moslimmannen is". Taj Hashmi beschrijft in zijn boek Popular Islam and Misogyny: A Case Study of Bangladesh vrouwenhaat in relatie tot de islamitische cultuur (en Bangladesh in het bijzonder): "Door de persoonlijke interpretaties van de Koran (bijna uitsluitend door mannen) door moellahs en de regressieve sharia is de islam bekend als een promotor van vrouwenhaat in zijn ergste vorm".

### Hindoeïsme
Sommige vormen van hindoeïsme miskennen de zelfstandigheid van vrouwen. Vanaf de 14e eeuw ontstond er een (brahmaanse) cultureel gebruik waarbij de vrouw samen met haar overleden man gecremeerd werd (sati). Dit gebruik was echter niet voorgeschreven in de Hindu wetten van Manu (Manusmriti). In de 18e eeuw ontstond een Hindu Renaissance die weduweverbranding verwierp. In India is weduwverbranding strafbaar (G.Flood 2017:251).

### Filosofen
Bij Schopenhauer vinden wij de subtiele redenering: "de Rede is vrouwelijk van aard, zij kan enkel geven nadat zij gekregen heeft". Friedrich Nietzsche schreef dat elke hogere vorm van beschaving een striktere controle van vrouwen impliceerde (Jenseits von Gut und Böse, 7:238). Friedrich Nietzsche (Voorbij Goed en Kwaad) was cynisch over de vrouw. In het boek Aldus sprak Zarathustra zegt iemand: "Ga je naar vrouwen? Vergeet de zweep niet!"
Ook Aristoteles, Niccolò Machiavelli, Jean-Jacques Rousseau, Napoleon Bonaparte en eigenlijk de hele Franse Revolutie stonden afkerig tegenover vrouwen in de politiek. Aan de andere kant steunden schrijvers en filosofen als Pythagoras, John Stuart Mill, Friedrich Engels, Fjodor Dostojevski en Henry George 'het' feminisme.
In het boek Down Girl betoogt de Australische filosoof Kate Manne dat misogynie niet begrepen moeten worden als vrouwenhaat, maar als de maatschappelijke regels die vrouwen op hun ondergeschikte plek moeten houden.